# Scottish Division One 1956-1957
La Scottish Division One 1956-1957  è stata la 60ª edizione della massima serie del campionato scozzese di calcio, disputato tra l'8 settembre 1956 e il 30 aprile 1957 e concluso con la vittoria dei Rangers, al loro trentesimo titolo, il secondo consecutivo.
Capocannoniere del torneo è stato Hugh Baird (Airdrieonians) con 33 reti.

## Classifica finale
Fonte:
|  | Pos. | Squadra            | Pt | G  | V  | N  | P  | GF | GS | QR    |
|  | ---- | ------------------ | -- | -- | -- | -- | -- | -- | -- | ----- |
|  | 1.   | Rangers            | 55 | 34 | 26 | 3  | 5  | 96 | 48 | 2,000 |
|  | 2.   | Hearts             | 53 | 34 | 24 | 5  | 5  | 81 | 48 | 1,688 |
|  | 3.   | Kilmarnock         | 42 | 34 | 16 | 10 | 8  | 57 | 39 | 1,462 |
|  | 4.   | Raith Rovers       | 39 | 34 | 16 | 7  | 11 | 84 | 58 | 1,448 |
|  | 5.   | Celtic             | 38 | 34 | 15 | 8  | 11 | 58 | 43 | 1,349 |
|  | 6.   | Aberdeen           | 38 | 34 | 18 | 2  | 14 | 79 | 59 | 1,339 |
|  | 7.   | Motherwell         | 37 | 34 | 16 | 5  | 13 | 72 | 66 | 1,091 |
|  | 8.   | Partick Thistle    | 34 | 34 | 13 | 8  | 13 | 53 | 51 | 1,039 |
|  | 9.   | Hibernian          | 33 | 34 | 12 | 9  | 13 | 69 | 56 | 1,232 |
|  | 10.  | Dundee             | 32 | 34 | 13 | 6  | 15 | 55 | 61 | 0,902 |
|  | 11.  | Airdrieonians      | 30 | 34 | 13 | 4  | 17 | 77 | 89 | 0,865 |
|  | 12.  | St. Mirren         | 30 | 34 | 12 | 6  | 16 | 58 | 72 | 0,806 |
|  | 13   | Queen's Park       | 29 | 34 | 11 | 7  | 16 | 55 | 59 | 0,932 |
|  | 14.  | Falkirk            | 28 | 34 | 10 | 8  | 16 | 51 | 70 | 0,729 |
|  | 15.  | East Fife          | 26 | 34 | 10 | 6  | 18 | 59 | 82 | 0,720 |
|  | 16.  | Queen of the South | 25 | 34 | 10 | 5  | 19 | 54 | 96 | 0,563 |
|  | 17.  | Dunfermline        | 24 | 34 | 9  | 6  | 19 | 54 | 74 | 0,730 |
|  | 18.  | Ayr Utd            | 19 | 34 | 7  | 5  | 22 | 48 | 89 | 0,539 |

Legenda:
      Campione di Scozia e qualificata in Coppa dei Campioni 1957-1958.
      Retrocesso in Scottish Division Two 1957-1958.
Regolamento:
Due punti a vittoria, uno a pareggio, zero a sconfitta.
A parità di punti, le posizioni in classifica venivano determinate sulla base del quoziente reti.